# Tratalias
Tratalias  es un municipio de Italia de 1.121 habitantes en la provincia de Cerdeña del Sur, región de Cerdeña.

## Lugares de interés
- Catedral de Santa Maria di Monserrato.
- Nuraga Meurras.

## Evolución demográfica
| Gráfica de evolución demográfica de Tratalias entre 1861 y 2001 |
|                                                                 |
| Fuente ISTAT - Elaboración gráfica de Wikipedia                 |